# Pseudochthonius arubensis
Pseudochthonius arubensis är en spindeldjursart som beskrevs av Wagenaar-Hummelinck 1948. Pseudochthonius arubensis ingår i släktet Pseudochthonius och familjen käkklokrypare. Inga underarter finns listade i Catalogue of Life.